# James Black Groome

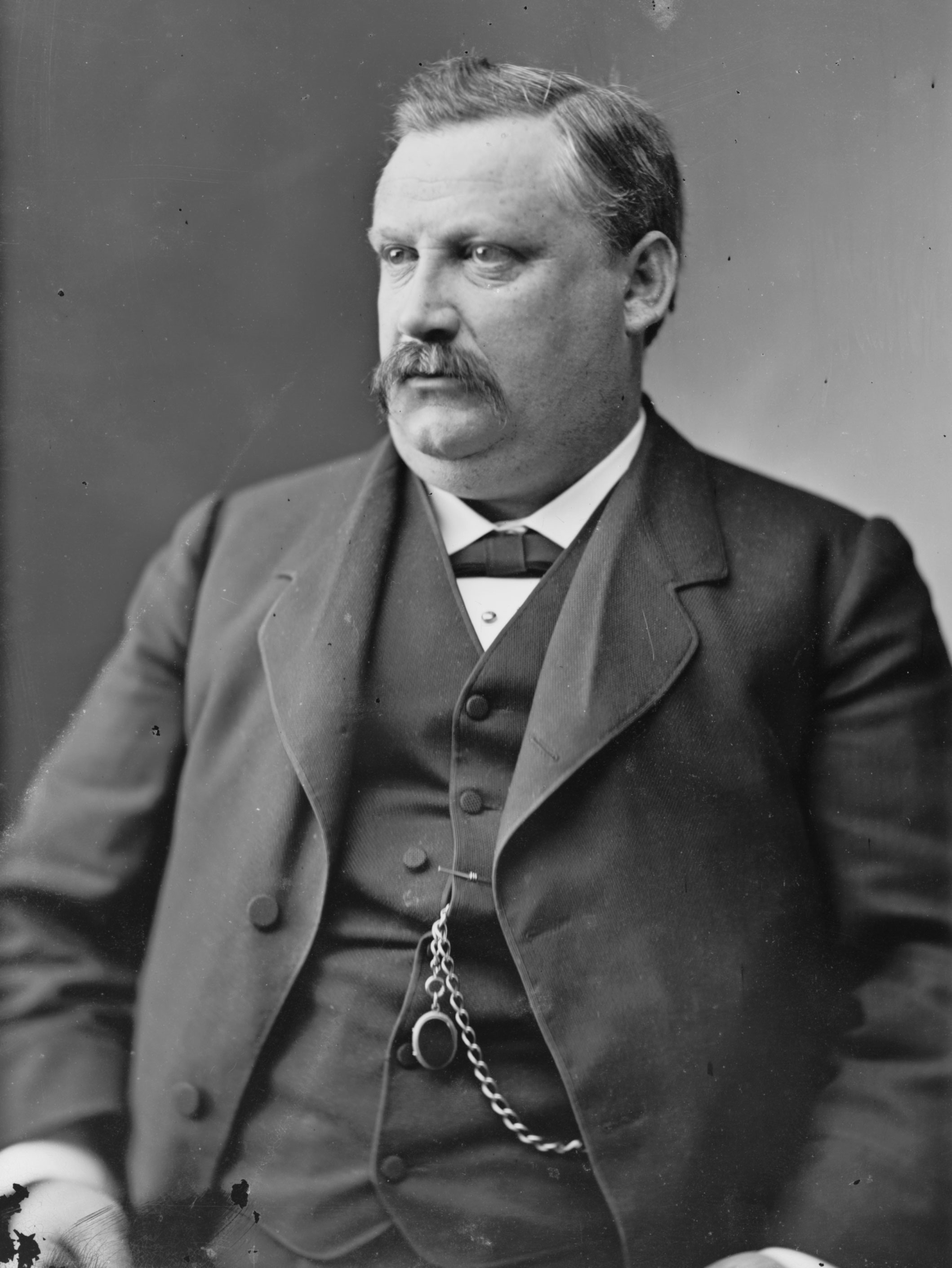
James Black Groome

James Black Groome (* 4. April 1838 in Elkton, Cecil County, Maryland; † 5. Oktober 1893 in Baltimore, Maryland) war ein US-amerikanischer Politiker und von 1874 bis 1876 Gouverneur des Bundesstaates Maryland sowie zwischen 1879 und 1885 Vertreter seines Staates im US-Senat.

## Frühe Jahre und politischer Aufstieg
James Groome besuchte die Tennent School in Pennsylvania. Danach studierte er bei seinem Vater Jura. Nach seiner im Jahr 1861 erfolgten Zulassung als Rechtsanwalt begann er in Elkton in seinem neuen Beruf zu arbeiten. Aufgrund seiner angeschlagenen Gesundheit diente er nicht als Soldat im Sezessionskrieg. Im Jahr 1867 nahm er an einer Konferenz zur Überarbeitung der Staatsverfassung von Maryland teil. Als Mitglied der Demokratischen Partei war er von 1872 bis 1874 Mitglied im Repräsentantenhaus von Maryland. Im Jahr 1872 war er einer der demokratischen Wahlmänner bei den Präsidentschaftswahlen.

## Gouverneur und US-Senator
Nach dem Rücktritt von Gouverneur William Pinkney Whyte wurde er von der Legislative zu dessen Nachfolger bestimmt. Zwischen dem 4. März 1874 und dem 12. Januar 1876 amtierte er als Gouverneur seines Staates. Diese Zeit verlief ohne besondere Vorkommnisse. Groome setzte im Wesentlichen die Politik seines Vorgängers fort. Erwähnenswert sind die Einführung von gläsernen Wahlurnen und eine Verfassungsergänzung. Ursprünglich plante Groome sich zur Wiederwahl zu stellen. Als es aber im Vorfeld der Wahlen zu ernsthaften Auseinandersetzungen mit seiner Partei kam, zog er seine Kandidatur zurück. Nach dem Ende seiner Gouverneurszeit wurde er wieder als Rechtsanwalt tätig.
Zwischen dem 4. März 1879 und dem 3. März 1885 vertrat Groome seinen Staat im US-Senat. Er trat als Class-3-Senator die Nachfolge von George R. Dennis an. Groome absolvierte nur eine sechsjährige Legislaturperiode im Senat. Dort übernahm am 4. März 1885 Ephraim K. Wilson seinen Sitz.

## Weiterer Lebenslauf
Im Jahr 1889 wurde Groome von Präsident Grover Cleveland zum Leiter der Zollverwaltung (Collector of Customs) im Hafen von Baltimore ernannt. Dieses Amt behielt er bis 1893. Im Oktober dieses Jahres verstarb James Groome. Mit seiner Frau Alice Lee Edmondson hatte er ein Kind.